# Новотимошкино
Новотимошкино (баш. Яңы Тимешкә) — деревня в Исмагиловском сельсовете  Аургазинского района  Республики Башкортостан.
С 2005 современный статус.

## История
В «Списке населенных мест по сведениям 1870 года», изданном в 1877 году, населённый пункт упомянут как деревня Новая Тимошкина (Нижне-Тимошкина) 1-го стана Стерлитамакского уезда Уфимской губернии. Располагалась при ключе, по правую сторону Оренбургского почтового тракта из Стерлитамака в Уфу, в 84 верстах от уездного города Стерлитамака и в 25 верстах от становой квартиры в деревне Толбазы (Адиль-Муратова). В деревне, в 51 дворе жили 320 человек (168 мужчин и 152 женщины, тептяри), были мечеть, училище, водяная мельница. Жители занимались земледелием, скотоводством, пчеловодством. 
Статус деревня село получило согласно Закону Республики Башкортостан от 20 июля 2005 года N 211-з «О внесении изменений в административно-территориальное устройство Республики Башкортостан в связи с образованием, объединением, упразднением и изменением статуса населенных пунктов, переносом административных центров», ст.1:

6. Изменить статус следующих населенных пунктов, установив тип поселения — деревня:
 
5)  в Аургазинском районе:…

я5) села Новотимошкино Исмагиловского сельсовета

## Население
| 2002 | 2009 | 2010 |
| ---- | ---- | ---- |
| 204  | ↘187 | ↘144 |

Национальный состав
Согласно переписи 2002 года, преобладающая национальность — татары (91 %).

## Географическое положение
Расстояние до:
- районного центра (Толбазы): 24 км,
- центра сельсовета (Исмагилово): 5 км,
- ближайшей железнодорожной станции (Белое Озеро): 43 км.